# Uluguria fontilecta
Uluguria fontilecta är en mångfotingart som beskrevs av Hoffman 2005. Uluguria fontilecta ingår i släktet Uluguria och familjen Gomphodesmidae. Inga underarter finns listade i Catalogue of Life.